# Albert Meyer (kardynał)
Albert Gregory Meyer (ur. 9 marca 1903 w Milwaukee, zm. 9 kwietnia 1965 w Chicago) – amerykański duchowny katolicki, arcybiskup Chicago i kardynał.

## Życiorys
Pochodził z rodziny niemieckich imigrantów. Ojciec prowadził sklep spożywczy, a jedna z sióstr wstąpiła do zakonu. Ukończył studia w Milwaukee, a także w Rzymie w Kolegium Amerykańskim i Papieskim Instytucie Biblijnym. Święcenia kapłańskie otrzymał 11 lipca 1926 w Rzymie z rąk kardynała Basilio Pompilj. W kolejnych latach uzyskał doktorat z Pisma Świętego. Powrócił do rodzinnej archidiecezji i rozpoczął pracę duszpasterską, będąc jednocześnie wykładowcą w seminarium duchownym. W latach 1937–1946 pełnił tam funkcję rektora. 
18 lutego 1946 został mianowany biskupem Superior. Konsekrowany 11 kwietnia tego samego roku w katedrze w Milwaukee przez arcybiskupa Mosesa Kileya. W 1953 sam objął funkcję pasterza rodzinnej archidiecezji. 19 września 1958 przeniesiony na stanowisko arcybiskupa Chicago, już w następnym roku otrzymał kapelusz kardynalski z tytułem prezbitera Santa Cecilia. W czasie Soboru watykańskiego II zasiadał w Radzie prezydenckiej i dał się poznać jako liberał. Potępiał zdecydowanie rasizm. Zmarł na zawał serca po operacji usunięcia złośliwego guza mózgu w wieku zaledwie 62 lat. Pochowany w Mundelein.